# Élection présidentielle grecque de 2025
L’élection présidentielle grecque de 2025 a lieu les 25 janvier, 31 janvier, 6 février et 12 février 2025, afin d'élire au suffrage indirect — par le Parlement grec — le président de la République hellénique pour un mandat de cinq ans.
La présidente sortante Ekateríni Sakellaropoúlou est éligible pour un second quinquennat bien que sa réélection nécessite l'appui du Premier ministre, Kyriákos Mitsotákis. Ce dernier choisit finalement de proposer la candidature du président du Parlement, Konstantínos Tasoúlas, malgré l'opposition des autres partis qui déplorent la désignation d'une personnalité proche du chef du gouvernement.
Aucun des quatre candidats présentés lors de ce scrutin n'est élu lors des trois premiers tours. Konstantínos Tasoúlas finit par remporter l'élection lors du quatrième tour, qui voit l'abaissement de la majorité exigée à la majorité absolue des inscrits.

## Contexte

### Fonction présidentielle
Le président de la République hellénique assume ses fonctions dans le cadre d'un régime parlementaire. Depuis une révision constitutionnelle élaborée par le gouvernement socialiste d'Andréas Papandréou en 1986, son rôle est essentiellement honorifique. Même si son droit de dissoudre le Parlement se trouve très limité, il nomme le Premier ministre et les autres membres du gouvernement.

### Élection présidentielle de 2020

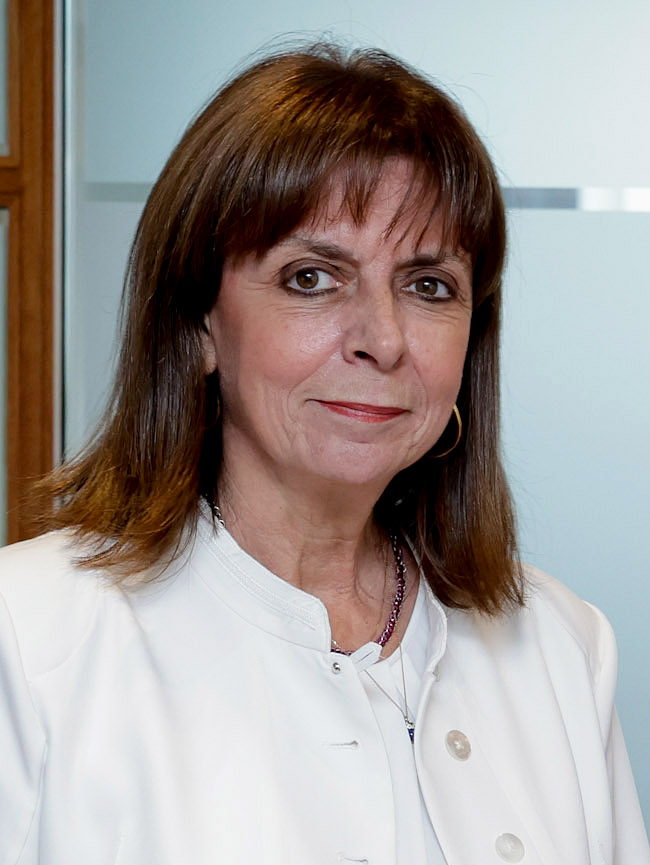
La présidente sortante, Ekateríni Sakellaropoúlou.

À l'approche de l'expiration du quinquennat du président sortant Prokópis Pavlópoulos, alors éligible pour un second mandat, le Premier ministre Kyriákos Mitsotákis envisage une autre option que la reconduction du chef de l'État en exercice. Moins d'un an après la victoire de la Nouvelle Démocratie (ND) aux élections législatives de 2019 dans le cadre d'une alternance, cette élection présidentielle est perçue comme une première épreuve pour le chef du gouvernement conservateur.
Lors d'une allocution télévisée diffusée le 15 janvier 2020, Kyriákos Mitsotákis annonce qu'il propose la juge Ekateríni Sakellaropoúlou comme candidate à la magistrature suprême. Âgée de 63 ans, cette juriste dépourvue d'expérience politique préside le Conseil d'État depuis 2018 lorsque sa candidature est suggérée par le Premier ministre. La proposition de Mitsotákis suscite une certaine surprise alors que la société grecque est réputée patriarcale et discriminante envers les femmes,.
Un consensus étant trouvé entre la ND, SYRIZA et le Mouvement pour le changement (KINAL), Ekateríni Sakellaropoúlou remporte l'élection présidentielle du 22 janvier 2020 dès le premier tour avec 261 voix sur 294 votants. Le Parti communiste de Grèce (KKE), le Front de désobéissance réaliste européen (MéRA25) et Solution grecque (EL) ont refusé de voter en sa faveur, sans avoir porté leurs suffrages sur une candidature alternative pour autant.
La nouvelle présidente prend ses fonctions le 13 mars 2020 lors d'une cérémonie marquée par la présence d'un public restreint, dans le contexte de la pandémie de Covid-19. Elle devient ainsi la première présidente de la République hellénique.

### Scrutins parlementaires successifs de 2023

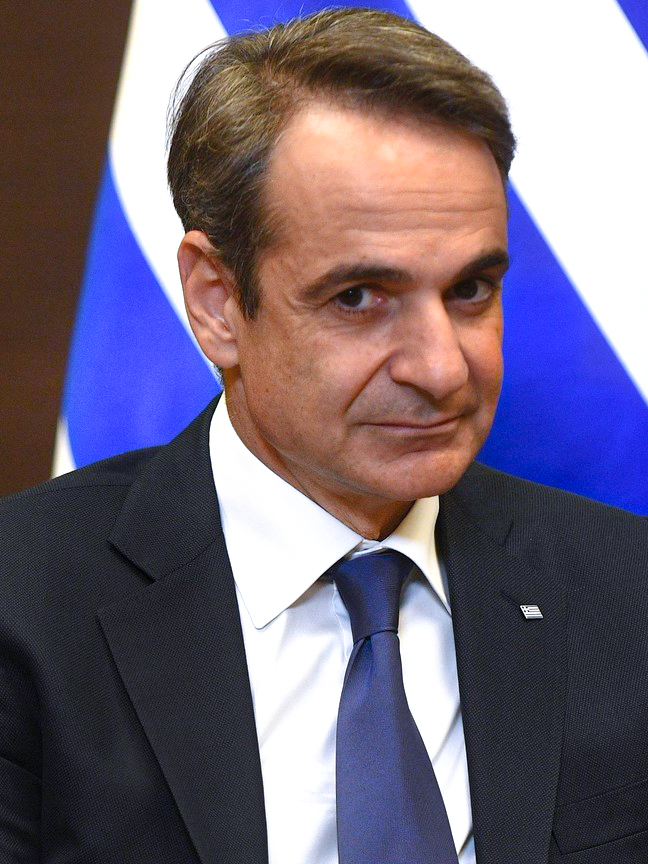
Le Premier ministre, Kyriákos Mitsotákis.

Des élections législatives sont convoquées le 21 mai 2023, à l'initiative du Premier ministre, Kyriákos Mitsotákis. Pour la première fois depuis 1990, le scrutin est entièrement proportionnel, sans prime majoritaire. Malgré l'avance confortable des conservateurs sur leurs adversaires de gauche, aucun parti ne remporte seul la majorité des sièges au Parlement,,.
Sans attendre, Kyriákos Mitsotákis appelle à la convocation rapide d'un nouveau scrutin pour avoir l'opportunité de diriger un exécutif sans être contraint de trouver des alliés dans le cadre d'une coalition. Préparées par un gouvernement de transition, ces nouvelles élections législatives verront le retour d'un système de prime majoritaire qui, bien qu’atténué par rapport au système auparavant en vigueur, devrait permettre à ND d'obtenir, seule, la majorité absolue si elle renouvelle ses bons résultats en arrivant en tête avec une avance similaire,,.
Le 24 mai 2023, alors que les chefs des principaux partis refusent tour à tour de mener des négociations, la présidente Ekateríni Sakellaropoúlou nomme le président de la Cour des comptes, Ioánnis Sarmás, au poste de Premier ministre et lui demande de former un gouvernement de transition chargé d'organiser les nouvelles élections pour le mois suivant.
Au terme d'une courte campagne, le scrutin législatif du 25 juin 2023 conforte ND, qui remporte la totalité de la prime majoritaire — soit 50 sièges — et décroche ainsi la majorité absolue avec un total de 158 sièges sur 300. Assuré de reprendre son poste de Premier ministre, Mitsotákis se félicite de cette victoire au soir du scrutin, revendiquant un « mandat fort » pour mettre en œuvre son programme. À la victoire des conservateurs s'ajoute le succès relatif de plusieurs partis de l'extrême droite. Enfin, les partis de gauche — et tout d'abord SYRIZA — subissent un « échec cinglant » lors de ces élections malgré les appels de l'ex-Premier ministre Aléxis Tsípras à empêcher la mise en place d'un « gouvernement incontrôlé » par ND.

## Candidatures pressenties
Conformément aux dispositions de la Constitution, la présidente sortante Ekateríni Sakellaropoúlou est éligible pour un second mandat de cinq ans. Celle-ci fait néanmoins l'objet de plusieurs critiques, notamment pour son inaction présumée envers les violations de l'État de droit qui sont reprochées au gouvernement conservateur. De plus, sous son quinquennat, la fonction présidentielle enregistre un déficit de popularité sans précédent,,.
Selon plusieurs députés de la majorité conservatrice, une candidature de la présidente sortante n'est toutefois pas à exclure. Ce cas de figure conforterait l'orientation « centriste » que Kyriákos Mitsotákis a choisi de faire prendre à son parti, au détriment de l'aile radicale de ND qui reproche notamment à la présidente Sakellaropoúlou son soutien ostensible à la légalisation du mariage homosexuel ou aux droits des réfugiés.
Dans ce contexte, plusieurs voix s'élèvent au sein de la ND afin qu'une autre candidature soit proposée par le Premier ministre pour cette élection présidentielle, certains députés du parti allant jusqu'à réclamer la désignation d'une personnalité politique choisie au sein de la droite. Dans cette hypothèse, les noms des anciens Premiers ministres Kóstas Karamanlís, Panagiótis Pikramménos et Antónis Samarás ainsi que du président du Parlement, Konstantínos Tasoúlas, sont alors évoqués.
L'hypothèse d'une candidature de la ministre de la Culture, Lína Mendóni, auparavant proche du PASOK, est également avancée dans les rangs de la majorité parlementaire de droite,.
Alors que le président de la République n'a traditionnellement pas la même obédience politique que le Premier ministre, la presse range l'ancien ministre socialiste Evángelos Venizélos parmi les favoris du scrutin,,. L'ex-président du PASOK, en retrait de la vie politique, bénéficierait de plusieurs atouts tels que son verbe, sa riche expérience ministérielle et la notoriété internationale qu'il a acquise en tant que ministre des Finances pendant la crise de la dette publique grecque,,,. De même, le respect qu'une large partie des conservateurs a pour lui rend son élection théoriquement envisageable,,.
Le 4 décembre 2024, le parti Nouvelle Gauche (NA) propose aux différents partis de gauche de se ranger derrière la candidature du président de l'Autorité chargée de la confidentialité des communications, Chrístos Rámmos. Le KKE refuse néanmoins d'appuyer cette proposition, rappelant de toute façon son opposition à l'existence de l'institution présidentielle. Après avoir déploré les « calcults micropolitiques » et les « stratégies des partis », se disant par ailleurs victime de « diffamations » sur les réseaux sociaux, Chrístos Rámmos refuse finalement de briguer la présidence de la République bien qu'il ait d'abord accepté cette proposition,.

## Mode de scrutin

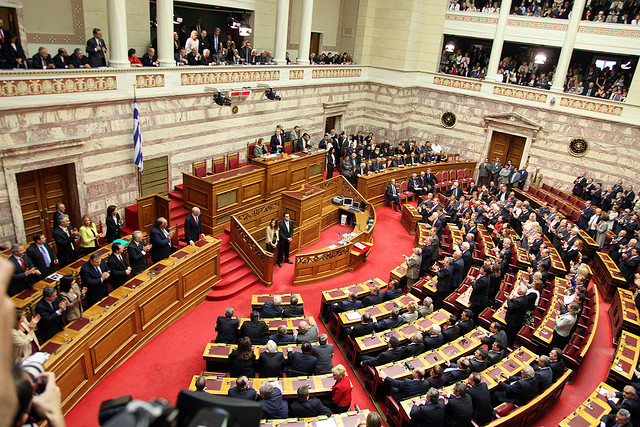
Hémicycle du Parlement, où se déroule le processus électoral.

Le président de la République hellénique est élu pour un mandat de cinq ans — renouvelable une seule fois — au suffrage indirect par un collège électoral composé des 300 membres du Parlement.
Lors des deux premiers tours, est élu le candidat réunissant la majorité des deux tiers du total des membres du collège électoral, soit 200 voix. Au troisième tour, la majorité requise est abaissée aux trois cinquièmes, soit 180 voix. La majorité absolue — 151 voix — est requise pour le quatrième tour, tandis qu'une majorité simple suffit lors de la cinquième opération de vote.
Chaque tour supplémentaire est organisé cinq jours après le précédent. La majorité exigée lors des premiers tours étant une majorité qualifiée, qui plus est basée basée sur le nombre total des députés, y compris les éventuels abstentionnistes ou députés votant blanc, les quatre premiers tours peuvent s'avérer infructueux même en présence d'un seul candidat ou deux. 
Conformément à l'article 32 de la Constitution, le collège doit être convoqué par le président du Parlement au plus tard dans les trente jours qui précèdent le terme du mandat du chef de l'État sortant. Dans l'éventualité d'un empêchement définitif du président de la République en exercice, la réunion des grands électeurs est convoquée au plus tard dans les dix jours à partir de la fin précipitée du mandat du président sortant. Le collège électoral se réunit dans l'ancien palais royal d'Athènes, où siègent les députés dans le cadre de leurs travaux. Il est dirigé par le président du Parlement, qui proclame les résultats des opérations de vote.
Tout candidat briguant la présidence de la République doit répondre aux exigences de l'article 31 de la Constitution : détenir la citoyenneté hellène depuis au moins cinq ans, avoir un père ou une mère hellène, avoir quarante ans révolus le jour de l'élection et posséder le droit de vote.

## Déroulement

### Choix des candidats
Le 13 janvier 2025, SYRIZA propose la candidature de Loúka Katséli. Le chef du parti de gauche radicale, Sokrátis Fámellos, défend ce choix politique en louant « [l']ethos », les « valeurs démocratiques » ainsi que « l'expérience internationale » de l'ancienne ministre socialiste. Le soir même, cette dernière dit accepter de briguer la magistrature suprême « avec un profond sens des responsabilités ».

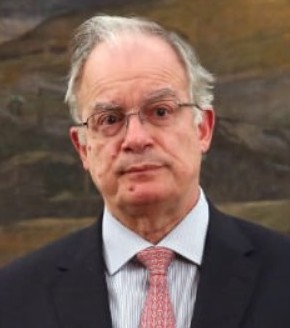
Konstantínos Tasoúlas, candidat soutenu par la majorité parlementaire.

Deux jours plus tard, le 15 janvier 2025, alors que l'entourage de Kyriákos Mitsotákis avait laissé entendre que ce dernier allait proposer la candidature du socialiste Evángelos Venizélos, le Premier ministre annonce finalement que son choix s'est porté sur le président du Parlement, Konstantínos Tasoúlas. Le chef du gouvernement justifie cette décision par les qualités qu'il prête à son candidat, dont il loue la « culture riche », la « connaissance approfondie de l'histoire grecque » et le « véritable patriotisme ». Il indique enfin que « dans un environnement international troublé », des « caractéristiques politiques claires » sont attendues de la part du prochain chef de l'État.
Le choix d'un « baron » du parti conservateur comme candidat proposé par le Premier ministre suscite toutefois la polémique, l'usage voulant qu'un profil consensuel soit privilégié pour la présidence de la République,. Pour éviter d'être davantage critiqué, Konstantínos Tasoúlas démissionne à la fois du « perchoir » et de son mandat parlementaire le 16 janvier 2025. Quelques jours plus tard, il est remplacé, comme président du Parlement, par le conservateur Nikítas Kaklamánis.
Peu après cette annonce, le KINAL fustige la proposition de Kyriákos Mitsotákis et choisit l'ancien ministre Tássos Giannítsis comme candidat à la succession d'Ekateríni Sakellaropoúlou,.
Un quatrième candidat, Kóstas Kyriákou, est proposé par le parti d'extrême droite Mouvement démocrate patriote - Victoire (NIKH). Originaire d'Épire du Nord et prisonnier politique sous le régime du dictateur albanais Enver Hoxha, il ne reçoit le soutien d'aucune autre formation politique.

### Tour successifs
Le mandat d'Ekateríni Sakellaropoúlou arrivant à terme le 13 mars 2025, le collège électoral est convoqué le 25 janvier 2025 pour le premier tour de l'élection présidentielle.

## Résultats
| Candidat                 | Candidat                 | Parti                    | Premier tour | Premier tour | Deuxième tour | Deuxième tour | Troisième tour | Troisième tour | Quatrième tour | Quatrième tour |
| Candidat                 | Candidat                 | Parti                    | Voix         | %            | Voix          | %             | Voix           | %              | Voix           | %              |
| ------------------------ | ------------------------ | ------------------------ | ------------ | ------------ | ------------- | ------------- | -------------- | -------------- | -------------- | -------------- |
|                          | Konstantínos Tasoúlas    | ND                       | 160          | 64,52        | 160           | 64,52         | 160            | 64,52          | 160            | 67,51          |
|                          | Loúka Katséli            | Indépendante             | 40           | 16,13        | 40            | 16,13         | 40             | 16,13          | 29             | 12,23          |
|                          | Tássos Giannítsis        | PASOK                    | 34           | 13,71        | 34            | 13,71         | 34             | 13,71          | 34             | 14,35          |
|                          | Kóstas Kyriákou          | Indépendant              | 14           | 5,64         | 14            | 5,64          | 14             | 5,64           | 14             | 5,91           |
|                          |                          |                          |              |              |               |               |                |                |                |                |
| Majorité requise         | Majorité requise         | Majorité requise         | 200 voix     | 200 voix     | 200 voix      | 200 voix      | 180 voix       | 180 voix       | 151 voix       | 151 voix       |
|                          |                          |                          |              |              |               |               |                |                |                |                |
| Suffrages exprimés       | Suffrages exprimés       | Suffrages exprimés       | 248          | 83,50        | 248           | 82,67         | 248            | 82,67          | 237            | 85,87          |
| Votes blancs et nuls     | Votes blancs et nuls     | Votes blancs et nuls     | 49           | 16,50        | 52            | 17,33         | 52             | 17,33          | 39             | 14,13          |
| Total                    | Total                    | Total                    | 297          | 100          | 300           | 100           | 300            | 100            | 276            | 100            |
| Absents                  | Absents                  | Absents                  | 3            | 1,00         | 0             | 0,00          | 0              | 0,00           | 24             | 8,00           |
| Inscrits / Participation | Inscrits / Participation | Inscrits / Participation | 300          | 99,00        | 300           | 100           | 300            | 100            | 300            | 92,00          |